# Magnesiumdiglutamaat
Magnesiumglutamaat of magnesiumdiglutamaat is een smaakversterker die toegepast wordt in vele hartige voedingsmiddelen. Het is een toegestaan additief en heeft E-nummer 625. Het mag onbeperkt gebruikt worden.
Magnesiumdiglutamaat wordt verkregen door bacteriële fermentatie van melasse of door afbraak van plantaardig eiwit, vooral gluten en soja-eiwit.
Magnesiumglutamaat is het magnesiumzout van glutaminezuur, een aminozuur. Het is daarmee een bouwstof van eiwitten. Omdat magnesium tweewaardig is, zijn er per magnesiumion twee eenwaardige glutamaationen nodig.